# Circuito San Juan Villicum
El circuito San Juan Villicum es un autodromo internacional ubicado en la provincia de San Juan, Argentina. Está ubicado en proximidades a la Sierra de Villicum, en un área cercana a la ciudad de Campo Afuera, en el Departamento Albardón de la mencionada provincia. 
Tiene una longitud de 4.266 metros y ahora con reformas en una curva va a medir 4.254 metros. Presenta constantes subidas y bajadas a lo largo del trazado, generadas artificialmente con un movimiento de suelo superior a los 700 000 m³. El trazado fue diseñado por el arquitecto especialista en autodromos Leonardo Stella y busca un grado de homologacion A1.  Su inauguración fue el 14 de octubre de 2018 con el Campeonato Mundial de Superbikes. La primera carrera de automóviles fue el 18 de noviembre del mismo año con el Turismo Carretera y TC Pista. Tiene dos circuitos alternativos que son el número 2 de aproximadamente 3500 metros y el número 3 de 2500 metros de extensión.

## Ubicación
El circuito queda en la sierra de Villicum, que pertenecen al cordón central o Precordillera de San Juan, en el centro sur de la provincia.

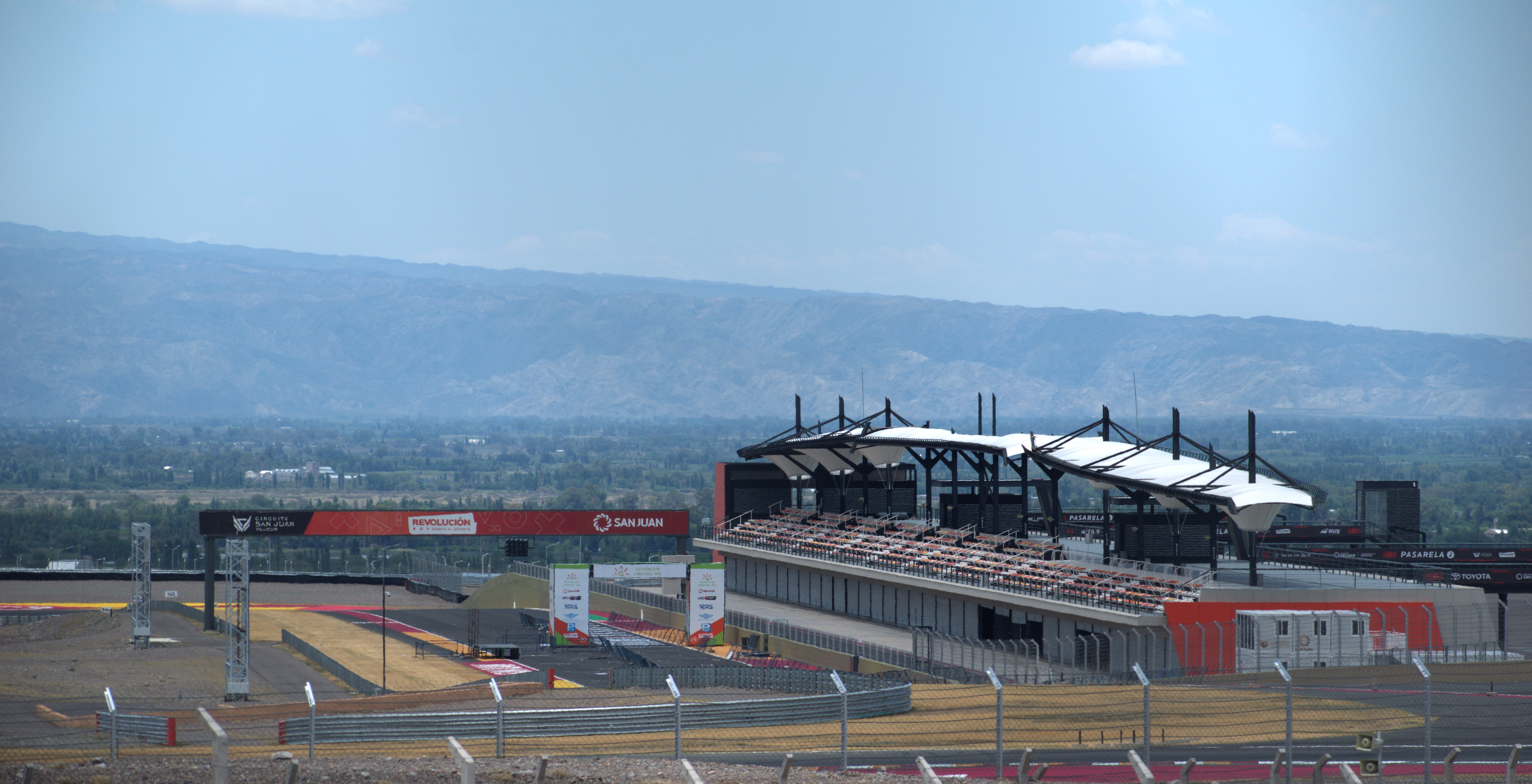
Vista de la recta y tribuna principal.

El complejo está a 22 kilómetros de la ciudad de San Juan y a 4 kilómetros de Campo Afuera (la localidad más cercana) y tiene acceso por la Ruta Nacional 40, por ahora en un solo ingreso.

## Ganadores

### Campeonato Mundial de Superbikes
| Edición        | Piloto              | Marca    |
| -------------- | ------------------- | -------- |
| 2018 (primera) | Jonathan Rea        | Kawasaki |
| 2018 (segunda) | Jonathan Rea        | Kawasaki |
| 2019 (primera) | Álvaro Bautista     | Ducati   |
| 2019 (segunda) | Jonathan Rea        | Kawasaki |
| 2019 (tercera) | Jonathan Rea        | Kawasaki |
| 2021 (primera) | Toprak Razgatlıoğlu | Yamaha   |
| 2021 (segunda) | Toprak Razgatlıoğlu | Yamaha   |
| 2021 (tercera) | Scott Redding       | Ducati   |
| 2022 (primera) | Álvaro Bautista     | Ducati   |
| 2022 (segunda) | Toprak Razgatlıoğlu | Yamaha   |
| 2022 (tercera) | Álvaro Bautista     | Ducati   |

### Turismo Carretera
| Fecha                   | Piloto             | Automóvil        |
| ----------------------- | ------------------ | ---------------- |
| 18 de noviembre de 2018 | Facundo Ardusso    | Torino Cherokee  |
| 25 de agosto de 2019    | Jonatan Castellano | Dodge Cherokee   |
| 11 de diciembre de 2020 | Julián Santero     | Ford Falcon      |
| 20 de diciembre de 2020 | Agustín Canapino   | Chevrolet Chevy  |
| 1 de agosto de 2021     | Gastón Mazzacane   | Chevrolet Chevy  |
| 8 de agosto de 2021     | Luis José Di Palma | Ford Falcon      |
| 5 de diciembre de 2021  | Germán Todino      | Torino Cherokee  |
| 7 de agosto de 2022     | José Manuel Urcera | Torino Cherokee  |
| 11 de diciembre de 2022 | Leonel Pernia      | Torino Cherokee  |
| 23 de julio de 2023     | Matías Rossi       | Toyota Camry TC  |
| 3 de diciembre de 2023  | Germán Todino      | Dodge Cherokee   |
| 10 de agosto de 2025    | Martín Vázquez     | Dodge Challenger |

### TC2000
| Fecha | Piloto           | Automóvil       |
| ----- | ---------------- | --------------- |
| 2019  | Matías Rossi     | Toyota Corolla  |
| 2021  | Agustín Canapino | Chevrolet Cruze |
| 2022  | Jorge Barrio     | Toyota Corolla  |